# Combate de las Vegas de Saldías
La Batalla de las Vegas de Saldías fue un enfrentamiento militar librado el 10 de octubre de 1821 en el contexto de la guerra a Muerte, la fase final de la independencia de Chile. En ellas se enfrentaron las montoneras realistas de Vicente Benavides y una división patriota mandada por el coronel Joaquín Prieto, terminando con una decisiva victoria de las fuerzas republicanas.

## Antecedentes

### Situación previa
El 21 de julio de 1821, el general Ramón Freire llegaba a Concepción desde Chillán y encargaba el mando del Ejército del Sur al coronel Joaquín Prieto. El 4 de agosto seguía para Santiago acompañado por el comisario militar Juan Castellón y su secretario, Bernardo Osorio. Entre sus objetivos estaba el conseguir más recursos para las tropas en el sur, que estaban en un estado paupérrimo, con sus batallones diezmados por los rigores de la campaña, pues el gobierno de Bernardo O'Higgins le había dado prioridad a la Expedición Libertadora del Perú.
Prieto no había perdido el tiempo, para el historiador chileno Francisco Antonio Encina era «Astuto, perspicaz y conocedor de hombres más allá de toda ponderación, era absolutamente el único militar de su época que podía pacificar el sur». Durante el año anterior había dado muerte en una emboscada a Manuel Turra, uno de los lugartenientes de los hermanos Pincheira. En marzo había negociado con estos últimos una amnistía y les había pedido permiso para atacar a los pehuenches y recuperar ganado robado, sin embargo, el coronel Vicente Antonio Bocardo y Santa María nombró capitán al mayor de los hermanos, Juan Antonio, y con aquel halago logró su fidelidad, acabando con las negociaciones. Al mismo tiempo, el capitán de húsares y jefe entre los huilliches, Juan Bautista Espinosa, consiguió el retorno de muchos soldados y civiles y la sumisión de los indios de Trilalevu y dos franciscanos, Marcos Rodríguez y Patricio Araneda. El primero permaneció en la comarca con el capitán Francisco Bulnes para avivar el ánimo entre los patriotas y el segundo fue enviado a la zona del río Biobío para ganar el apoyo de los locales.
Benavides respondió creando una compleja red de espías, y por eso la capital sureña estaba llena de oficiales enemigos espiando al coronel, refugiándose de noche en los hogares de los realistas. Ante esto, Prieto creó una «junta de seguridad pública» a cargo del comandante de armas, capitán Pedro Barnechea Barriga, y se dispuso buscar sus escondites. En la madrugada del 6 de agosto aparecieron ahorcadas en la plaza de Concepción las encubridoras Manuela Mendoza y Catalina Sobarzo, y los espías Candelario Ibacache y Fermín Garrido. Poco después se descubrió que un monje mercedario apellidado Gómez dirigía el espionaje desde su convento de claustro mediante su hijo natural llamado Fernando y la madre de este. Cada noche cambiaban los espías y enviaban mediante una balsa a los informantes a San Pedro.
Por la misma época, la guarnición y la población de Chillán malvivían gracias a ínfimas raciones de trigo mientras los realistas gozaban con grandes cantidades de provisiones gracias a sus actividades corsarias en la costa de Arauco. El hambre no solo era causada por los ladrones, también por «contratistas» que exigían precios exorbitantes para enviar comida al sur. Desde Santiago y Valparaíso controlaban el mercado de alimentos.
A finales de agosto llegó la noticia de la entrada de José de San Martín en Lima y la caída del virrey Pezuela, por lo que Prieto escribió una carta desde Concepción el 4 de septiembre a Benavides para que cesara sus acciones porque ya desaparecido el poder monárquico en Perú, su lucha era inútil. Tres días después le respondió que seguiría luchando. El jefe guerrillero se negó, según el historiador liberal chileno Benjamín Vicuña Mackenna, porque era un salteador interesado únicamente en el botín y planeaba proclamarse «rei, cacique o presidente» una vez tomara Santiago porque odiaba a los españoles, según le habrían escuchado decir sus confidentes. Era por ello que sus lugartenientes peninsulares, como el coronel Juan Manuel Pico, el teniente coronel Miguel de Senosiaín y Ochotorena y el sargento mayor Antonio Carrero, conspiraban contra él, a quien también despreciaban por su origen criollo.
El jefe monárquico estaba decidido, esta vez no atacaría Concepción, marcharía directamente sobre Santiago, pero antes debía vencer a la fuerte división que Prieto tenía en Chillán. Ese siempre fue su objetivo final y tanto fue el año anterior su optimismo en conseguirlo que escribió cartas al virrey peruano para solicitar que le hiciera decapitar si no lograba tomarla.

### Cruce del Biobío
El 16 de septiembre el intendente Prieto salía de Concepción, llegando a Chillán dos días más tarde para preparar sus defensas ante un predecible ataque de los monárquicos. Pasaron cuatro jornadas cuando un espía llamado Maldonado, apostado en las colinas de Rere por orden del comandante José María de la Cruz Prieto para vigilar el vado de Monterey, divisó un gran número de balsas transportando a través del río Biobío a los dragones de Pico, quienes formaban la vanguardia realista, no menos de 1500 monárquicos participaron en la operación. Era la tercera vez que el caudillo sureño cruzaba el río para intentar hacerse con la provincia de Concepción. El momento fue bien escogido, pues Prieto estaba más preocupado de un viaje a Florida donde debía reunirse con el intendente interino de la provincia. El coronel canceló el viaje y le pidió al intendente sus mejores tropas y al cacique Venancio Coñepán, acampado en Yumbel, sus guerreros para defender Chillán.
El caudillo cruzó el río el mismo día acompañado de su escolta personal siguiendo los pasos de los dragones de Pico. En Yumbel se les sumaron los húsares de Bocardo, provenientes de Quilapalo, y en Tucapel Juan Antonio Pincheira con 5 o 6 compañeros provenientes de su malal, al obedecer su llamado. Así, el 27 de septiembre, con no menos de 250 paisanos sumados a su tropa y armados con su parque, acampó a orillas del Itata, en el camino entre Concepción y Chillán, aislando ambas guarniciones y esperando atacar una a la vez.
Informado por el comandante Cruz, que vigilaba a Benavides, el coronel Juan de Dios Rivera, intendente interino de Concepción, convocó una junta de guerra el 21 de septiembre y se resolvió unánimemente tomar todas sus fuerzas para defender Chillán subiendo por el Itata. Cuando los vecinos se enteraron, enviaron un poco de dinero y una súplica de ayuda a Freire en la capital. Por fortuna, al día siguiente, Rivera suspendió la expedición y ordenó a Prieto venir a reforzar Concepción con lo mejor de su caballería. Se ordenó a Cruz atacar la retaguardia realista con su escuadrón de cazadores, que estaba en Rere, pero los guerrilleros de esa localidad, Dámaso Morales y José Quezada, cubrieron los vados del Laja y Biobío para impedir la retirada a los patriotas.
Las fuerzas realistas estaban debilitadas, pues el jefe guerrillero José María Zapata había sido vencido y muerto por el coronel Pedro Ramón de Arriagada en Cocharcas, el 27 de noviembre del año anterior. Los caciques pehuenches, en particular Martín Toriano, se retiraron con más de 2000 guerreros y volvieron a sus tierras sin combatir más.

### Avance realista
Los vecinos de Chillán recibieron órdenes de guarnecer sus ganados, familias y posesiones dentro de la plaza de Armas para evitar la furia de los monárquicos. Se construyeron fosos en las calles, parapetos y troneras en las paredes y tejados, trincheras de adobe y madera en las esquinas del cuadro defensivo, se repartieron armas a los vecinos que sabían disparar, se mandó a las mujeres cuidar de la comida y hacer vendajes para el hospital y no se permitió a nadie salir de la ciudad.
Por su parte, Benavides había cruzado el Itata y acampaba en un campo entre Huechupin y Guape. Por dos días fue vigilado desde las alturas de Collanco por una avanzadilla de 40 dragones mandadas por el oficial Manuel Zañartu, pero sus informes eran incompletos, pues no podía aproximarse a saber el número ni organización de sus enemigos. Finalmente, el 30 de septiembre Prieto envió cuatro montoneros a espiar el campamento enemigo (identificados como El Macheteado Rodríguez, Alejo Lagos, Salvo y Monsalve). Estos llegaron con Zañartu y en la noche se aproximaron a los realistas.
Al amanecer del 1 de octubre llegaron a la planicie donde estaba el enemigo y atacaron sable en mano a cuatro oficiales que iban a un rancho cercano a almorzar. Tres monárquicos huyeron al verlos, pero el capitán José Miguel Neira se quedó y le disparó con su pistola a Macheteado, fallando y recibiendo de su rival y sablazo en la cabeza, pero antes que Lagos le ultimara pidió piedad. Le llevaron ante el coronel Prieto. Creyendo que iba a morir le dijo al oficial todo lo que deseaba saber pero no fue ejecutado por decisión de aquel. Esto desagrado a Macheteado, quien afirmó haberlo traído vivo solo para confesar y exigió después matarlo a machetazos.
Sabedor de la captura de Neira, Benavides ordenó marchar sobre Chillán, llegando a las 08:00 horas del 2 de octubre al antes cerro del Rey, luego cerro de los Patriotas, en Collanco. Prieto salió a esperarlo en las zonas entre el monte y la villa, pues estaban inundadas por lluvias primaverales y sólo se podía atravesar por pocos puntos, además, el coronel debía intentar compensar su inferioridad numérica, pues apenas contaba con 600 soldados. El caudillo respondió formando a sus tiradores en columnas para presionar por los diferentes pasos pero estos fueron recibidos por fuego de artillería y fusileros, el gran bullicio de los vecinos e indios que había en Chillán y los ataques de las guerrillas de Ñego, Machenga y Macheteado, intimidando a los atacantes y forzándolos a retirarse con algunos heridos. Al mediodía Benavides convocó un consejo de guerra en el monte de Urra. Se decidió enviar una carta al coronel patriota convocándolo a luchar en campo abierto en dos horas con la esperanza que abandonara sus sólidas posiciones, pero Prieto ni siquiera le contestó.

Comunicación de Benavides - fecha 2 de octubre de 1821.
 Bajo este concepto, tendrá Ud. la bondad de salir con sus tropas a esterminar de una vez los únicos restos de las tropas reales que le quedan por vencer, cuya resolución espero sea dentro de una hora en el paraje que mejor le acomode. En la intelijencia que de no verificarlo esperimentará todos los rigores de la guerra i oscurecerá las glorias que tiene adquiridas en la larga serie de triunfos dejando en los fastos de la historia la negra mancha de cobarde (sic).

Fue entonces cuando el caudillo se retiró a Cato (o Coto), al parecer buscando refugio en la cordillera, pero Prieto no le persiguió sabiendo de su inferioridad numérica. Cuando llegó, se dedicó a saquear la localidad y el 6 de octubre cruzaba el río Ñuble por el vado de Nahuel Toro, amenazando San Carlos y Cauquenes y toda la cuenca del Maule. Al parecer, simultáneamente su retaguardia empezó a ser acosada por tropas enemigas. Ocupó la primera villa sin resistencia a la jornada siguiente, atacando una casa grande en el camino que conectaba San Carlos con Chillán, cerca del paso de Cocharcas y propiedad de Miguel Soto, quien dirigió exitosamente la defensa de su hogar. Esta nueva derrota llevó a Benavides a volver a la cordillera, cruzando de vuelta el Ñuble por el vado de Cato en la noche del 8 de octubre, perdiendo mucha gente porque las aguas estaban crecidas por las lluvias. Siguió por los montes chillanejos con rumbo a Tucapel vencido y despreciado por sus lugartenientes. El día 9 siguió la retirada bajo una tormenta, creyéndose perseguido por sus enemigos.
En cambio, en Chillán el 7 de octubre, llegaban al mando del coronel Santiago Díaz el batallón Número 3 Carampangue, los cazadores del comandante Cruz, una compañía de jinetes veteranos de Concepción, un puñado de indios del cacique Coñepán y dos cañones. En total, eran aproximadamente 600 hombres. Con este refuerzo Prieto abandonó su actitud defensiva y salió a cazar a su enemigo. Al amanecer del 8 ocupaba el balseadero de Cocharcas con la intención de cruzar el Ñuble y forzar una batalla campal en los llanos de San Carlos.

## Fuerzas enfrentadas

### Realistas
Para esta campaña Benavides sólo reunió mil hombres y los dos cañones. Tomás Guevara opinaba que el jefe realista había sufrido muchas deserciones, así que su hueste debía ser de alrededor de 1500 al comienzo de la campaña, incluyendo muchos de los marineros apresados, y carecían de toda organización y disciplina. Por último, su colega chileno, Miguel Luis Amunátegui, creía que Benavides no contaba con más de 2000 guerrilleros en su ataque contra Concepción, pero que gracias a los auxilios llegados desde Chiloé pudo alcanzar los 3000 combatientes en esta ocasión. Al parecer, la cifra más aceptada actualmente es de unos 2000 realistas involucrados en la batalla.
Era un ejército principalmente de caballería pero con monturas mediocres. Iban cargados de carabinas, lanzas, tercerolas, sables y pistolas con cargas de repuesto para armar a los que se sumaban a su paso. Sin embargo, cada soldado apenas tenía su carga de municiones y otras tres de repuesto para uso personal. En realidad, sus mejores tropas, cerca de mil infantes reclutados en Concepción, fueron aniquiladas en Talcahuano el año anterior y la mayoría de las que disponía en ese momento eran jóvenes o ancianos reclutados bajo amenazas de muerte o promesas de botín entre los emigrados que vivían en Quilapalo o la costa. Sólo había unos pocos soldados españoles que venían en la fallida expedición de 1818. Según Vicuña Mackenna, más que ejército parecían un convoy de armas guiados por un capataz. Debe mencionarse que Benavides también sufría la deserción de muchos oficiales, fenómeno que no pasaba con sus enemigos, por lo que debió publicar un bando de amnistía a todo desertor el 30 de diciembre de 1820.

### Patriotas
Las fuerzas de Prieto en la batalla se componían por el batallón N.° 3 de Infantería Carampagne, las milicias de infantería de Talca, Chillán y San Carlos, dos escuadrones de Cazadores de la escolta directorial, un escuadrón Dragones de la República y otro de Húsares de Marte. A estos se suman contingentes de indios aliados. En cuanto a la artillería, las fuentes hablan de dos a cuatro piezas.

## Batalla

### Aproximación
La noche del 9, el ejército patriota acampó en un bosque desde donde envió a sus exploradores a cargo de Macheteado, Mateo Rubilar y el capitán Silverio Arteaga, quienes le informaron que Benavides estaba a dos leguas, en un paraje llamado Vegas de Saldías, rodeado de barrancas que forman un angosto desfiladero bordeando el torrentoso río Chillán. El coronel decidió acercarse a eso de las 02:00 horas del 10 de octubre con su caballería en los flancos y su infantería formada en el centro y apoyada por la artillería, pero el caudillo, suponiéndose perseguido, había reiniciado la retirada poco antes dejando encendidas las fogatas y con algunos centinelas fingiendo vigilar para engañar al enemigo. Sin embargo, Rubilar capturó fácilmente a 107 centinelas y su oficial al mando, Jacinto Ruiz, quizás se entregó. Durante la noche, Pincheira recriminó a Benavides por no luchar y éste le amenazó con fusilarlo, inmediatamente el primero se marchó a la cordillera con 60 partidarios, debilitando aún más a los monárquicos.
Cuando llegó al amanecer del 10 de octubre, Prieto vio en el camino que cruzaba el bosque la columna realista intentando cruzar apresuradamente el río Chillán, encabezada por su caudillo, un asistente con un barril de vino y la mujer de Alejo Lagos. Se organizaba en tres cuerpos, el primero conformado por los Dragones de Nueva Creación de Pico y organizados en escuadrones de los comandantes Antonio Carrero, Juan Antonio Ferrebú, Agustín Rojas y Gervasio Alarcón (sucesor de José María Zapata), el segundo de los Húsares de la Muerte del coronel Bocardo, el capitán Vicente Elizondo, el oficial de milicias de Los Ángeles Pedro Briones de Maldonado y el comandante Pedro Paulo Villeuta, y el tercero por el escuadrón Guías de Senosaín, el piquete de tiradores veteranos, un pelotón de infantes y uno o dos pequeños cañones de montaña.

### Ataque patriota
Prieto tenía su hueste en formación de combate, con la infantería en el centro organizada en el batallón Carampagne (300 plazas) del coronel Santiago Díaz y las milicias Nacionales de Talca, Cazadores de Chillán y un piquete de San Carlos, a las órdenes del coronel Santiago Pérez García. Aquella iba flanqueada por las dos piezas de artillería, a cargo del capitán comandante Domingo Márquez y en las alas iban las partidas de Arteaga y Rubilar seguidas de los Cazadores de Cruz en la derecha (200 plazas), y los Dragones de la República del capitán Francisco Bulnes en la izquierda (150 plazas). La reserva se conformaba de una partida de cazadores seleccionados al mando del capitán Manuel Bulnes, piquetes milicianos de Concepción, Parral, San Carlos, Linares y Cauquenes del coronel Manuel Merino, algunos lugareños voluntarios y la escolta personal de Prieto, 60 húsares encabezados por el capitán Francisco Capilla.
Los monárquicos estaban atrapados con un estrecho desfiladero por un lado y un río salido de su curso normal por las lluvias al otro. El coronel patriota dio orden a las guerrillas de Rubilar, Arteaga y Machetado de cargar mientras mandaba a sus húsares a seguir el curso del agua y atacar por un flanco y al grueso de las tropas ir corriente arriba a los cerros, luego seguir la corriente y atacar el otro flanco. Antes de darse el choque, muchos realistas se lanzaron a las aguas por el pánico y se ahogaron, logrando los más afortunados huir a la cordillera. Los húsares se lanzaron sobre el enemigo temerariamente y quizás Benavides, con su ventaja numérica, hubiera tenido la capacidad de abrumarlos de no ser por la intervención de los cazadores y tiradores de Bulnes y los milicianos de Arteaga. Poco después, llegaron los dragones y la batalla quedó sentenciada. Lentamente llegaron más cazadores y milicianos montados hasta que apareció el batallón Carampagne. Clave fue la llegada de Bulnes, antes que Arteaga o Zañartu.
El 4.º escuadrón de dragones de Agustín Rojas y los Guías de Senosaín fueron los únicos que intentaron una resistencia coherente, desplegándose en la orilla, pero en la confusión arrojaron sus armas. Rojas fue arrastrado por los fugitivos y cayó al Chillán, siendo rescatado desnudo de las aguas y llevado al mayor general patriota Francisco de Elizalde, quien le fusiló en el lugar sin dejarle confesarse. Mientras, los tiradores hacían blanco en los enemigos que nadaban para salvarse. Cruz permitió a sus cazadores perseguir por los bosques a los realistas.

## Consecuencias

### Bajas
Tácticamente, no hubo una verdadera batalla y el encuentro solo finalizó el proceso de desmoronamiento del ejército realista. Algunos creen que fue clave la ausencia de Pico, un militar veterano, secundando al caudillo, o las de Zapata y Neira. Las bajas patriotas fueron mínimas, ningún muerto y los únicos heridos fueron los que se golpearon con ramas de los árboles y el caballo de Manuel Bulnes, a quien se le escapó un tiro en el combate contra su propia montura.
En cuanto a las monárquicas, el propio Prieto habla de 300 muertos en combate o ahogados y un número similar de prisioneros, además de 150 fusiles, 180 lanzas, 2 cajas de pistolas, 400 tiros de fusil, 300 caballos, 500 vacunos y un botiquín completo capturados. Otras fuentes elevan el número de caídos a 500 y los capturados a 950 soldados y 9 oficiales, aparte de 800 bovinos y un cañón. Barros Arana reduce el número de muertos a 200 y el de prisioneros a 227. Guevara apoya ese número de muertos en combate o ahogados y agrega que hubo muchos prisioneros o realistas que se rindieron voluntariamente en los días siguientes. Otros historiadores hablan de 200 realistas muertos y mencionan la captura de 17 ingleses, presos de Benavides, y que el número total de prisioneros fue mucho mayor pues los vencidos fueron perseguidos hasta el Laja.
Benavides huyó a Arauco con 15 o 20 fieles, que con el paso de los días se le agregaron dispersos hasta alcanzar los 100. Los guerrilleros Pincheira y Julián Hermosilla cruzaron la cordillera, mientras que Bocardo y Pico también se pusieron en dirección a Arauco. Debe mencionarse que la mayoría de los fugitivos se rindieron o huyeron con Pico, Hermosilla, Pincheira o Carrero y muy pocos con Benavides. Entre los que se sometieron estaba Neira, quien fue enviado con algunos soldados patriotas a Santa Juana a promover la rendición de guerrilleros. Así, Prieto inició una nueva política de favorecer las deserciones entre sus enemigos y ganarse a los jefes de las montoneras, que a la larga conseguiría ser muy exitosa.

### Ofensiva patriota
Benavides logró escapar con el escuadrón de Ferrebú, el único que se retiró intacto, a los pocos días estaba al sur del Laja, pero cuando intentó reclutar un nuevo ejército apenas consiguió 300 hombres escasos en armas y equipos. Entre tanto, Prieto marchó a Tucapel a perseguirlo tomando muchos prisioneros realistas de los dispersos de la batalla. Además, promulgó un indulto que incluía a desertores y espías, rindiéndose más de 300 monárquicos, incluyendo 9 oficiales en Rere que llevaban al capitán del batallón Número 1 de Coquimbo, José María Calvo, capturado en Talcahuano dos años antes. Prieto dejó a Elizalde en Rere y volvió a Chillán.
Poco después se hacían con las plazas de Arauco y San Pedro, importantes refugios enemigos. Las noticias de la victoria llegaron el 12 a Concepción y el coronel Rivera envió cuatro días después una tropa a cargo del moro Quintana y el capitán del batallón Número 1 de Chile, Jacinto del Río, en la corbeta Chacabuco, a recién llegada a Talcahuano, para Arauco. Desembarcaron el 17 de octubre en la ensenada de Colcura y la corbeta cañoneo la plaza sin éxito. Al día siguiente, los oficiales realistas Nicolás Artigas y un tal Millas, gobernador del pueblo, se enteraron de la proximidad de Quintana, evacuaron llevándose al capitán Moisson del Ocean y algunos de sus marineros y quemaron el pueblo y en Tubul al buque Hercelia y la fragata Perseverance. Quintana bajo rápido por la cuesta Villagrán hasta llegar en la noche al peñón Colocolo, donde pasó la noche. Cuando Prieto llegó a Concepción a fines de mes, Arauco, base importante de sus enemigos, estaba en su poder y a cargo de Río. El capitán Calvo quedó a cargo de San Pedro y Cruz en Santa Juana.
Encina resume la importancia de la batalla y las campañas que vinieron inmediatamente después en: «Los realistas quedaban definitivamente aniquilados. Sin hombres, sin armas, sin municiones y sin recursos ya no podían organizar ejércitos capaces de amenazar a la provincia de Concepción». Respecto del papel de Prieto, el historiador afirmaba que si hubiera asumido el mando desde el principio la guerra habría acabado antes: «Si San Martín se hubiera dado cuenta de sus aptitudes y confiándole la expedición del sur en vez de Las Heras, la historia de América habría cambiado. Chile, sin la guerra de Arauco y la expedición de Osorio, podía suministrarle 8.000 hombres que le habrían permitido alcanzar la libertad del Perú, a pesar de su decadencia cerebral».

### Fin del caudillo
Finalmente, los españoles Carrero, Senosaín y Pico, cansados de recibir órdenes de un chileno considerado culpable de la derrota por su indecisión y que sabían estaba negociando en secreto con los republicanos y temían que los entregara para salvar su propia vida, decidieron desconocer a su comandante. Les fue fácil ponerse de acuerdo, todos paisanos y los únicos oficiales de prestigio que quedaban, Elizondo y Rojas había muerto en la batalla, Mariano Ferrebú fue capturado por Cruz en Santa Juana y fusilado el 6 de noviembre y Bocardo, Villeuta y Briones de Maldonado se refugiaban en Quilapalo decididos a capitular.
En los valles centrales Pico y 300 montoneros se unieron a los indios de Mariluán, mientras Carrero (casado con una sobrina de Benavides) escoltaba con su escuadrón al caudillo a la costa. A fines de noviembre, en Malilos Carrero recibió a su superior como un cobarde y acusándolo de traidor al rey, luego fue a asediar Arauco. El asedio de Carrero no fue bien. Intento asaltar la plaza, pero Ríos le rechazó con un cañón y luego salió al campo a dispersar a los realistas. Luego se enteró de los movimientos del caudillo y envió al teniente Macheteado a emboscar a Benavides en Rosal, a orillas del Lebu pero Benavides, muy desconfiado siempre, se había movido. Fueron apresados los capitanes Manuel Arrequi y Damaso Herquiñigo. El primero fue perdonado por su juventud, pero el segundo, famoso por su crueldad, es fusilado en el acto. Esta última suerte es el fin de otros dos oficiales realistas capturados en el área. Enterado de que planeaban eliminarlo sus lugartenientes, Benavides se fue a Pilmaiquén, a orillas del río Lebu, donde enterró numerosas armas y se embarcó en una pequeña chalupa el 21 de enero de 1822. En su camino, todas las tolderías de indios aliados le dieron la espalda y nadie le obedecía excepto cinco fieles. Decidió huir a Perú, donde los puertos estaban en manos enemigas, en lugar de a Chiloé, lugar mucho más cercano y por sus servicios probablemente hubiera sido ascendido. Además, cuando en 1826 la isla fuera ocupada por los patriotas, podría haber marchado a España y los recuerdos de sus terribles montoneras estarían entibiados por el tiempo.
Sabiendo que Pico había navegado por la costa hasta Perú el año anterior, Benavides le pidió ayuda al corsario genovés Mateo Mainery a cambio de llevar a un hijo suyo llamado Bartolomé; también le pidió realzar los bordes de la chalupa, ponerle dos boyas y cuatro soldados para hacer de marineros, alférez José María Jaramillo y soldados Francisco González, José Ramírez y Pedro Sáenz. Se unieron a la tripulación su secretario, Nicolás Artiga, y su mujer, Teresa Ferrer. Llevaban pocas provisiones y agua en cuatro odres. El 30 de enero, a la altura de Topocalma, ordenó a González formar una balsa con dos cueros en los que llevaban el agua (ya agotada) y desembarcar, pues las fuertes corrientes impedían acercarse a la orilla. El soldado debía decir que era un enviado de un capitán inglés comerciante de vino y choros que buscaba conseguir agua. Sin embargo, éste fue con la verdad a los hacendados Ramón Fuenzalida, Aspillaga y Francisco Hidalgo, quienes informaron al juez José Antonio López de Lisboa para que reuniese una tropa, avisando también gobierno central y de Valparaíso e instruyendo a González para que le señalara al caudillo que no había peligro de acercarse a la costa.
Al amanecer del 2 de enero desembarcó Benavides, aprovechando la marea, entre la Punta de la Boca y el Farrellón. Pidió un hombre a caballo para mandar una carta al gobierno central, pero le dijeron que más tarde. Lentamente, de dos en dos fueron llegando los vecinos del pueblo hasta rodear a la pequeña tripulación. Fueron llevados a una hacienda del pueblo bajo custodia junto dos baúles y las armas que tenían. Lisboa, José Antonio Argomedo y Cienfuegos y el juez de playa Tomás Caroca debatieron y decidieron que el primero custodiaría a los reclusos. Al día siguiente informan a José Bernardo de Uriarte, gobernador de San Fernando, y al subsiguiente al gobierno central. Desde la capital enviaron al sargento mayor de la escolta directorial, Marcelino Merlo, y 50 soldados. Volvieron por el camino de Bucalemu y cruzaron el río Maipo cerca de Melipilla. El 13 de febrero Benavides entró por calle Ahumada en la capital vestido del uniforme regalado por Pezuela y montado en un asno para risa del público hasta llevarlo a la cárcel.
Gracias a sus declaraciones se descubrió a muchos colaboradores, especialmente curas, que eran tenidos por patriotas. Trató de justificarse en su juicio pero todo fue en vano, fue condenado a ser llevado con un cerón de cuero amarrado a la cola de una mula para morir ahorcado en una plaza pública, que sus extremidades se cortaran y enviaran por toda la Frontera y su cuerpo fuera quemado en el llano de Portales (barrio Yungay). No se inmutó al escucharla y pidió besar el documento. Ramírez fue sentenciado a ser fusilado por la espalda, Jaramillo a prisión, a Artigas a ser deportado al norte de Chile y a Mainery fuera del país. El jueves 21 fue a la capilla y dos días después, en una plaza de Armas atestada, llevado sin mostrar temor alguno, subiendo sin miedo la escalerilla y hasta pidiendo ayuda para mirar la horca (no podía girar solo por los grilletes). Sólo cuando cesaron sus espasmos la plaza se vació. Sus últimas palabras fueron «¡Madre mía de Mercedes!¡Madre mía de Mercedes!».
Barros Arana compara su figura con guerrilleros como el mestizo Paineñamcu, el riojano Facundo Quiroga o el carlista español Ramón Cabrera. La historiadora Riquelme Cortés sostiene que, aunque «la historiografía tradicional trató a Benavides como un sujeto sin conciencia, y sin capacidad de decisión, que al parecer solo se dejó llevar por sus “bárbaros instintos”», las decisiones que tomó, como liderar la resistencia realista, generar redes de apoyo, armar un verdadero ejército y liderar una montonera con su raigambre popular, al no ser parte de la élite criolla, indican que puede definírsele mejor como un caudillo popular que como un simple bandido.

### Paz de Tapihue
Después de la derrota de Benavides, los oficiales peninsulares sobrevivientes siguieron la guerra, según Encina «por temor a las sanciones, por empecinamiento, por espíritu de bandidaje o por simple hábito». Así, en grupos de 5 a 12 soldados, fueron con los caciques realistas y con su ascendente los convencieron de lanzar malones al norte del Biobío. Esta última etapa de la guerra a muerte fue una verdadera «guerra intertribal mapuche» en que los jefes y montoneras de criollos fueron desplazados del protagonismo por los caciques y sus guerreros, «que se enfrentaban principalmente mapuches contra mapuches». Los combates que se dieron entre araucanos en estos años están poco documentados, pero sí se sabe que Mariluán se convirtió en el principal opositor a la aceptación del nuevo orden orden republicano.
En 1825, Mariluán aceptaba la paz en Tapihue. Se sabe que durante el siglo XVIII, la relativa paz permitió el crecimiento de la población mapuche, lo que se vio interrumpido por la convulsión de una guerra que desgastó principalmente a los costinos, lo que permitió que sus tierras fueran ocupadas por colonos europeos en las futuras décadas a pesar de que buscaron su seguridad aliándose con el gobierno chileno y quedando bajo la hegemonía de los Colipí. Con la restauración de la paz la población volvió a crecer hasta mediados del siglo XIX, cuando se inició la conquista chilena. La independencia también significó que los pehuenches trataron de mantenerse al margen de los conflictos durante el resto del siglo, aunque manteniendo su alianza con arribanos y pampas, y que los arribanos se volvieron los hegemones de la Araucanía. La guerra también causó una fuerte emigración a las pampas, lo que fue animado por la debilidad de las defensas rioplatenses producida por las guerras civiles argentinas, lo que facilitaba el abigeato.